# 관성 측정 장비

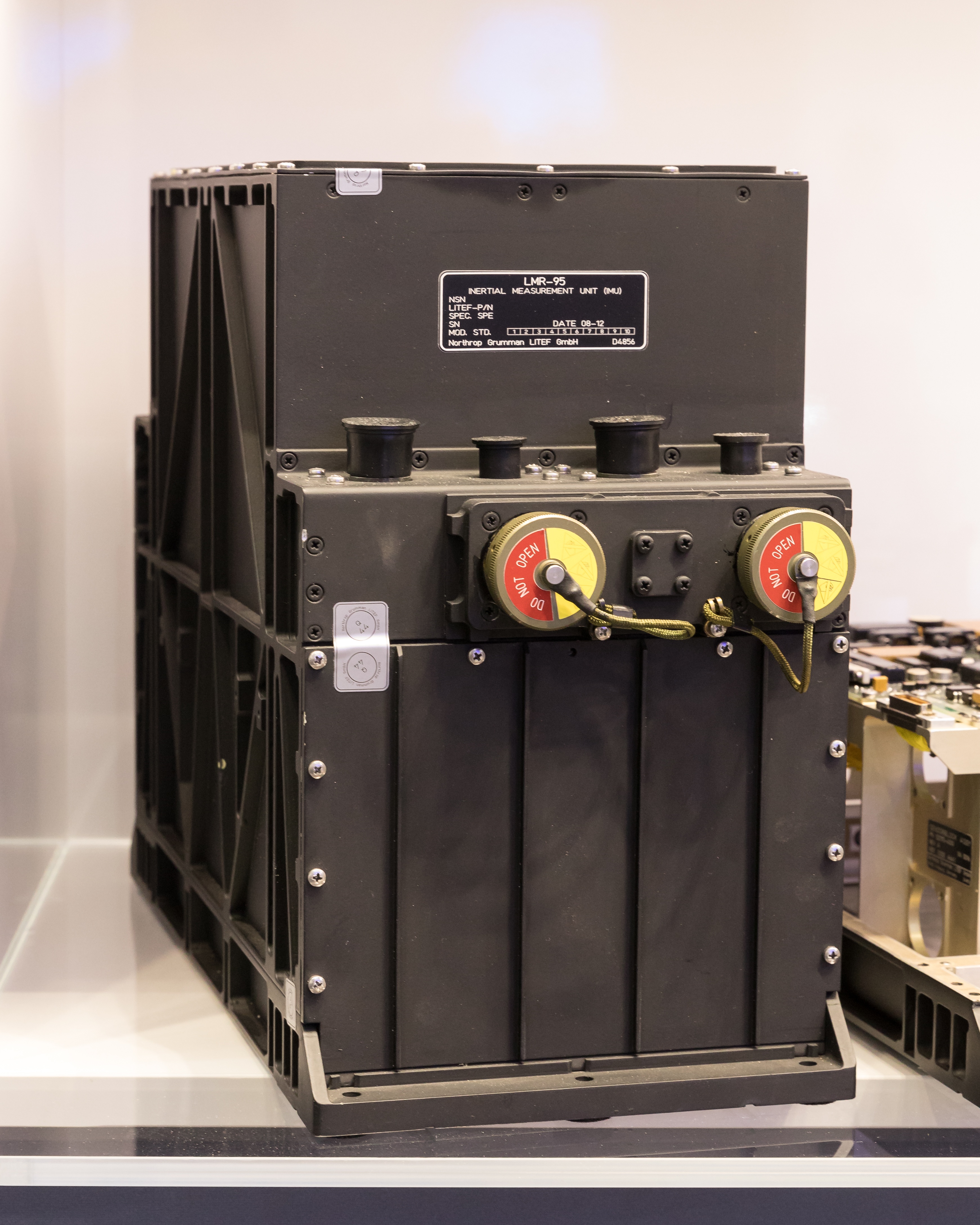

관성 측정 장치(IMU)는 가속도계와 회전 속도계, 때로는 자력계의 조합을 사용하여 신체의 특정한 힘, 각도 비율 및 때로는 신체를 둘러싼 자기장을 측정하고 보고하는 전자 장치이다. . IMU는 일반적으로 무인 항공기(무인 항공기)를 포함한 항공기와 인공위성과 육지를 포함한 우주선을 조종하는 데 사용된다. 최근의 개발은 IMU를 사용할 수 있는 GPS장치의 생산을 가능하게 한다. IMU는 터널, 건물 내부 또는 전자적 간섭이 있을 때와 같이 GPS-신호를 사용할 수 없을 때 GPS수신기를 사용할 수 있도록 한다.

## 작동 원리
관성 측정 장치는 하나 이상의 가속도계를 사용하여 선형 가속도를 감지하고 하나 이상의 자이로스코프를 사용하여 회전 속도를 감지함으로써 작동한다. 어떤 것들은 또한 표제 참조로 사용되는 자기 측정기를 포함한다. 일반적인 구성에는 피치, 롤링 및 요 세 가지 차량의 각 축에 대해 축 하나당 속도계, 자이로 및 자기 측정기가 하나씩 포함된다.

## 이용
IMU는 종종 초기 IMU측정을 이용하여 글로벌 기준 프레임에 대한 자세, 각도 비율, 선형 속도 및 위치를 계산하는 관성 항법 시스템에 통합된다. IMU가 장착된 INS는 유인 항공기, 미사일, 선박, 잠수함, 위성과 같은 많은 상업용 및 군사용 차량의 항법과 통제의 중추를 이룬다. IMU는 또한 무인 시스템의 안내와 제어에 있어 필수적인 요소이다. 태도라는 개념과 헤딩 참조 시스템은 IMU를 이용한다. 자기 북쪽에 상대적인 방향으로 차량 자세를 계산한다. IMU의 센서에서 수집된 데이터는 컴퓨터가 추측 항법(dead reckoning)이라고 알려진 방법을 사용하여 우주선의 위치를 추적할 수 있게 해준다.
육지 차량의 경우 IMU가 GPS기반 차량 내비게이션 시스템 또는 차량 추적 시스템에 통합될 수 있으므로 시스템의 계산이 잘못되고 최대한 많은 데이터를 수집할 수 있다. 차량의 현재 속도, 회전 속도, 방향, 기울기 및 가속도에 대한 데이터를 차량의 휠 속도 센서 출력 및 가능한 경우 후진 기어 신호와 조합하여 더 나은 교통 충돌 분석과 같은 목적으로 사용한다.
항법 목적 외에도 IMU는 많은 소비자 제품에서 방향 센서 역할을 한다. 거의 모든 스마트 폰과 태블릿에는 IMU가 방향 센서로 포함되어 있다. 또한 피트니스 추적기 및 기타 웨어러블에는 달리기와 같은 모션 측정을 위한 IMU가 포함될 수 있다. IMU는 또한 실행과 관련된 특정 매개 변수의 특수성과 민감성을 확인함으로써 이동 중일 때 개인의 개발 수준을 결정할 수 있는 능력이 있다. 닌텐도 Wii의 리모컨과 같은 일부 게임 시스템은 움직임을 측정하기 위해 IMU를 사용한다. 저가 IMU는 소비자 드론 산업의 확산을 가능하게 했다. 또한 스포츠 기술(기술 훈련)및 애니메이션 용도로도 자주 사용된다. 그들은 모션 캡처 기술에 사용하기 위한 경쟁 기술입니 IMU는 Segway Personal Transporter에서 사용되는 균형 기술의 핵심이다.

### 항해에서 이용
우주선의 현대적 관성 측정 장치.
항법 시스템에서 IMU가 보고한 데이터는 자세, 속도 및 위치를 계산하는 프로세서에 입력된다. Strap Down Inertial System이라 불리는 일반적인 구현에는 자이로스코프의 각도 비율이 통합되어 각도 위치를 계산한다. 이것은 자세를 추정하기 위해 칼만 필터에서 가속도계에 의해 측정된 중력 벡터와 융합된다. 자세 추정은 가속 측정을 관성 참조 프레임 (관성 항법이라는 용어)으로 변환하여 선형 속도를 얻기 위해 한 번 통합되고 선형 위치를 얻기 위해 두 번 통합된다.
예를 들어, 특정 방향 벡터를 따라 움직이는 비행기에 설치된 IMU가 비행기의 가속도를 1 초 동안 5m / s2로 측정하는 경우 1 초 후에 안내 컴퓨터는 비행기가 5m / s이며 초기 위치 (v0 = 0이고 시작 위치 좌표 x0, y0, z0)로 2.5m가되어야한다. 기계적 종이지도 또는 디지털지도 보관소 (지도 시스템 위치 출력이 종종 기준점으로 사용되어 움직이는 지도가 나오기 때문에 출력이 일반적으로 움직이는지도 디스플레이로 알려진 시스템)과 결합 된 경우 안내 시스템에서 다음을 사용할 수 있다. 이 방법은 비행기가 GPS 네비게이션 시스템처럼 특정 순간에 지리적으로 위치하는 조종사를 보여주기 위함이지만 위성이나 육상 라디오 트랜스 폰더와 같은 외부 구성 요소와 통신하거나 통신 할 필요가 없지만 외부 소스 관성 항법 시스템에 의해 허용된 위치 갱신 빈도가 더 높을 수 있기 때문에 맵 디스플레이상의 차량 움직임은보다 매끄럽게 감지 될 수 있다. 이 네비게이션 방법은 데드 레커닝 (dead reckoning)이라고 한다.
가장 초기의 유닛 중 하나는 Ford Instrument Company가 USAF를 위해 설계하고 제작한 것으로 항공기 외부에서 아무런 입력없이 항공기가 비행 중에 이동할 수 있도록한다. 지상 포지션 인디케이터 (Ground-Position Indicator)라고 불리는이 조종사는 조종사가 이륙시 항공기 경도와 위도를 입력하면 조종사에게 지상과 관련하여 항공기의 경도와 위도를 표시한다.

### 단점
IMU를 네비게이션에 사용하는 주된 단점은 일반적으로 누적된 오류로 고통 받는다는 것이다. 가이던스 시스템은 속도와 위치를 계산하기 위해 가속도를 시간에 대해 지속적으로 통합하므로 (추측 항법 참조) 모든 측정 오류는 시간이 지남에 따라 누적된다. 이것은 '드리프트 (drift)'로 이어진다. 시스템이 위치한다고 생각하는 위치와 실제 위치가 계속해서 차이가 난다. 적분으로 인해 가속도에 일정한 오차가 발생하면 속도의 선형 오차와 위치의 2 차 오차  증가가 발생한다. 자세율(attitude rate)의 일정한 오차는 속도의 2차 오차와 위치의 3차 오차 증가를 초래한다.
GPS와 같은 위치 추적 시스템은 드리프트 오류를 지속적으로 교정하는 데 사용할 수 있다(칼만 필터 적용).

## TIMU (타이밍 및 IMU) 센서
DARPA의 Microsystems Technology Office (MTO) 부서는 절대 위치 추적을 수행하는 "TIMU"( "타이밍 및 관성 측정 장치") IC를 설계하기 위한 Micro-PNT("위치 결정, 탐색 및 타이밍을 위한 마이크로 기술" GPS 지원 탐색 기능이 없는 단일 칩“)이다.
Micro-PNT는 매우 정확한 마스터 타이밍 클럭을 IMU(관성 측정 장치)칩에 통합하여 "TIMU"("타이밍 및 관성 측정 장치") 칩으로 만든다. 따라서 Micro-PNT 용 TIMU 칩은 3 축 자이로스코프, 3 축 가속도계 및 3 축 자력계가 통합되어 있다. 고정밀 마스터 타이밍 클럭과 함께, 그것은 동시에 추적 된 움직임을 측정하고 이를 동기화 된 클록의 타이밍과 결합한다. 센서 퓨전을 사용하면 외부 송신기 또는 트랜시버 없이도 절대 위치 추적이 가능하다.

## IMU 성능
응용 프로그램 유형에 따라 매우 다양한 종류의 IMU가 있으며 성능 범위는 다음과 같다.
자이로스코프의 경우 # 0.1 ° / s ~ # 0.001 ° / h
가속도계의 경우 # 100 mg에서 # 10 μg까지

### 센서 오류
자이로스코프 및 가속도계 센서의 동작은 종종 적절한 측정 범위와 대역폭이 있다고 가정할 때 다음 오류를 기반으로 한 모델을 통해 나타난다.
- 오프셋 오류: 이 오류는 안정성 성능 (센서가 불변 조건에서 유지되는 동안 드리프트)과 반복성 (두 조건 사이의 다양한 조건으로 구분 된 유사한 조건에서의 두 측정 간의 오차)

- 축척 비율 오류: 사용 불가능 및 비선형성으로 인한 첫 번째 주문 감도 오류

- 정렬 불량 오류: 기계 장착 불량으로 인한 오류

- 교차 축 감도: 센서 축에 직각 방향의 축을 따라 요청에 의해 유도되는 기생 측정

- 노이즈: 원하는 동적 성능에 따라 다름

- 환경 민감도: 주로 열 구배 및 가속도에 대한 민감도

이러한 모든 오류는 각 센서 기술에 특정한 다양한 물리적 현상에 달려 있다. 목표로 하는 애플리케이션에 따라 적절한 센서 선택을 할 수 있도록 하려면 단기간 및 장기간에 걸쳐 안정성, 반복성 및 환경 감도 (주로 열적 및 기계적 환경)와 관련된 요구 사항을 고려하는 것이 매우 중요하다. 애플리케이션의 목표 성능은 센서의 절대 성능보다 더 낫다. 그러나 센서 성능은 시간에 따라 정확도가 다소 달라 반복적으로 적용될 수 있으므로 평가하고 보정하여 성능을 향상시킬 수 있다. 이 실시간 성능 향상은 센서 및 IMU 모델 모두를 기반으로 한다. 이러한 모델에 대한 복잡성은 필요한 성능 및 고려 된 적용 유형에 따라 선택된다. 이 모델을 정의하는 기능은 센서 및 IMU 제조업체의 노하우의 일부이다. 센서 및 IMU 모델은 다축 턴테이블 및 기후 챔버를 사용하는 전용 교정 시퀀스를 통해 공장에서 계산된다. 개별 제품에 대해 계산되거나 전체 프로덕션에 대해 일반일 수 있다. 보정은 일반적으로 센서의 성능을 최소 20년 이상 향상시킨다.

## IMU 어셈블리
혹독한 조건에서 작동하도록 설계된 고성능 IMU 또는 IMU는 충격 흡수 장치에 의해 정지되는 경우가 많다. 이 충격 흡수 장치는 세 가지 효과를 습득해야 한다.
- 기계 환경 유도로 인한 센서 오류 감소

- 충격이나 진동으로 센서가 손상 될 수 있으므로 보호하십시오.

- 제한된 대역폭 내에서 기생 IMU 이동을 포함하며, 처리가 이를 보상 할 수 있다.

정지된 IMU는 혹독한 환경에 제출 된 경우에도 매우 높은 성능을 제공한다. 그러나 이러한 성능에 도달하려면 세 가지 주요 결과 동작을 보완해야 한다.
- coning : 두 개의 직각 회전에 의해 유발되는 기생 효과이다.

- sculling : 회전에 직각 인 가속도에 기생하는 기생 효과

- 원심 가속 효과.

이러한 오류를 줄이면 IMU 설계자가 처리 주파수를 높이게 되어 최근의 디지털 기술을 사용하는 것이 더 쉬워진다. 그러나 이러한 오류를 제거할 수 있는 알고리즘을 개발하려면 센서 / IMU 설계에 대한 깊은 관성 지식과 강력한 친밀도가 필요하다. 반대로, 정지가 IMU 성능 향상을 가능하게 하는 경우 크기와 질량에 부작용이 있다.